# Giuseppe Persiani
Giuseppe Persiani (Recanati, 11 de septiembre de 1799-París, 13 de agosto de 1869) fue un compositor italiano.

## Biografía
Giuseppe Antonio Nicola Luigi Persiani nació en Recanati, provincia de Macerata el 11 de septiembre de 1799. Su padre, Tommaso Persiani, era un violinista originario de Tolentino, mientras su madre, Angiola Morresi, era originaria del propio Recanati. Ambos se casaron en 1794 y tuvieron dos hijas, además de otra que nació muerta, antes del nacimiento de Giuseppe. En 1802 nació otra hermana, que murió a los pocos días.
La familia no era rica, pero disponía de ciertos medios económicos. En septiembre de 1802 murió su madre y fueron criados por su tía, pero Giuseppe recibió formación musical por parte de su padre, que dirigía una escuela de música, y también del sopranista Domenico Caporalini, maestro de capilla del duomo. Tras la muerte del padre en 1814, Giuseppe se hace cargo de su escuela de música, además de ejercer como violinista en orquestas locales. En 1819 Giuseppe abandona Recanati y se dirige a Roma, donde ejerce como violinista en el Teatro Valle de Roma.
En 1820 es aceptado en el Real Collegio di Música de Nápoles, donde estudia composición y contrapunto con Nicola Zingarelli y Giacomo Tritto, y canto con Girolamo Crescentini, teniendo como compañeros a Vincenzo Bellini y Luigi Ricci.
Persiani abandona Nápoles en 1823 para ejercer como maestro de música en Ceriñola, mientras en 1824 se traslada a Roma, donde compone música sacra, incluyendo el oratorio Abigaille o sia La morte di Naballo. En 1826 es solicitado por el empresario teatral Alessandro Lanari para componer una ópera para el Teatro della Pergola de Florencia. Tras estrenar el 24 de enero de 1826 su primera ópera, Piglia il mondo come viene, Lanari le encarga varias óperas más, algunas de las cuales obtienen un considerable éxito. Será en 1829 cuando su nombre se haga conocido en toda Italia gracias al estreno de Il Solitario el 20 de abril de 1829 en el Teatro de La Scala de Milán, en la que se aleja definitivamente del estilo rossiniano en favor del nuevo estilo de canto romántico.
Giuseppe Persiani conoció a la soprano Fanny Tacchinardi probablemente en 1827, cuando el padre de ella, el tenor Nicola Tacchinardi cantó en los estrenos de Attila in Aquileia y Gastone di Foix. La pareja se casó 2 años después, el 5 de agosto de 1829, en la florentina Chiesa dei Santi Simone e Giuda. El 15 de agosto de 1830 nace el único hijo de la pareja, Alessandro, llamado así en honor de su padrino, Alessandro Lanari. Alessandro será químico y morirá en París en 1894.
Lanari se hizo cargo de los teatros Napolitanos para las temporadas de 1834 y 1835, y contó con la pareja. Fanny Tacchinardi estrenaría así el papel protagonista de Lucia di Lammermoor de Gaetano Donizetti con gran éxito, mientras a Giuseppe le encargó componer una nueva ópera, con libreto de un joven Salvatore Cammarano. El resultado será la ópera Ines de Castro, estrenada en el Teatro San Carlo el 28 de enero de 1835, siendo el mayor éxito de su carrera como compositor.
En 1837, la pareja se trasladó a París. Allí Giuseppe escribió una nueva versión de Ines de Castro, estrenada en 1839, y compuso una nueva ópera, Il fantasma, estrenada con éxito en 1843 con éxito. En cambio, su última ópera, L’orfana savoiarda, fracasó en su estreno en el Teatro Circo de Madrid en 1846, lo que provoca que Persiani se retire de la composición. En los años siguientes acompaña a su esposa en sus representaciones europeas e incluso toma parte en algunos proyectos teatrales fallidos. La década de 1860 la pasan retirados en Neuilly-sur-Seine. Fanny murió en 1867, y dos años después moría también su esposo el 13 de agosto de 1869. Fue enterrado en el panteón familiar en el Antiguo cementerio de Neuilly-sur-Seine.

## Obra
- Óperas

| Título                     | Libretista              | Fecha de estreno         | Ciudad, teatro                  | Notas                                                                                        |
| -------------------------- | ----------------------- | ------------------------ | ------------------------------- | -------------------------------------------------------------------------------------------- |
| Piglia il mondo come viene | Angelo Anelli           | 24 de enero de 1826      | Florencia, Teatro della Pergola |                                                                                              |
| L'inimico generoso         | Vincenzo Grimani        | 17 de octubre de 1826    | Florencia, Teatro della Pergola |                                                                                              |
| Attila in Aquileia         | Antonio Simeone Sografi | 31 de enero de 1827      | Parma, Teatro Ducale            |                                                                                              |
| Danao re d'Argo            | Felice Romani           | 16 de junio de 1827      | Florencia, Teatro della Pergola |                                                                                              |
| Gastone di Foix            | Felice Romani           | 26 de diciembre de 1827  | Venecia, Teatro La Fenice       |                                                                                              |
| Il solitario               | Calisto Bassi           | 26 de abril de 1829      | Milán, Teatro de La Scala       |                                                                                              |
| Eufemio di Messina         | Felice Romani           | 20 de septiembre de 1829 | Lucca, Teatro del Giglio        | estrenada como I saraceni in Catania en Padua en 1832 y como Il rinnegato en Nápoles en 1837 |
| Costantino in Arles        | Paolo Pola              | 26 de diciembre de 1829  | Venecia, Teatro La Fenice       |                                                                                              |
| Ines de Castro             | Salvatore Cammarano     | 27 de enero de 1835      | Nápoles, Teatro San Carlo       | Revisión: 24 de diciembre de 1839, Théâtre Italien de París                                  |
| Il fantasma                | Felice Romani           | 14 de diciembre de 1843  | París, Théâtre Italien          |                                                                                              |
| L’orfana savoiarda         | Anónimo                 | 25 de julio de 1846      | Madrid, Teatro Circo            |                                                                                              |